# 李天然 (1958年)
李天然（1958年10月—），男，吉林人，中华人民共和国外交官，曾任中华人民共和国驻名古屋总领事、中华人民共和国驻福冈总领事和中华人民共和国驻大阪总领事。

## 生平
1987年，进入中华人民共和国外交部工作，先后在中国国际问题研究所、驻日本大使馆、外交部干部司、驻大阪总领事馆任职。2001年，任驻韩国大使馆参赞。2006年9月，出任中华人民共和国驻名古屋馆长领事。2007年7月，驻名古屋领事馆升格为总领事馆，李天然随之升任驻名古屋总领事。2009年，任外交部干部司参赞。2010年，挂职河北省唐山市副市长。2011年11月，出任中华人民共和国驻福冈总领事。2016年5月，出任中华人民共和国驻大阪总领事。2019年12月，自驻大阪总领事离任。